# Josefa Parra
Josefa Parra Ramos  (Jerez de la Frontera, 1965) es una poeta y escritora española.

## Biografía
Licenciada en Filología Hispánica por la Universidad de Cádiz, realizó un Doctorado en Literatura Española en la Uned y es además especialista en gestión cultural.  
Ejerce como coordinadora en la Fundación Caballero Bonald, directora de actividades, y es subdirectora de la revista literaria Campo de Agramante y colaboradora en prensa diaria y revistas de literatura.
Ha emprendido junto a su marido el proyecto Torrejoyanca para impulsar la obra de artistas, conocidos y desconocidos, a través de la creación y edición digital y la organización de eventos culturales.

## Su obra
Con la creación literaria de sus poemas Parra presenta su experiencia de vida más allá de su realidad. Sus poemas han sido publicados en diversas antologías y han sido traducidos al portugués, al francés, al árabe, al ruso, al inglés, al alemán, al finés y al chino.

### Poesía
- Elogio a la mala yerba  (Visor, 1996).
- Geografía Carnal (Diputación de Cádiz, 1997).
- Alcoba del agua (Quórum, 2002).
- Caleidoscopio de Venus (en colaboración con el pintor Pedro Mora; Ed. Carne y Sueño, 2005).
- Tratado de cicatrices(Calambur, 2006).
- Oficios imposibles (AE, 2007, con el pintor Carlos C. Laínez)(2ª edición La Gata Editorial, 2015)
- La hora azul (Visor, 2007)
- Idolatría (Colección Siete Mares, 2007)
- Cañada de la Loba (Del Centro Editores, 2012)
- Materia combustible (Ediciones en Huida, 2013)
- Para mirar al cielo  Poesía infantil (La Gata Editorial, 2014, con la pintora Carmen Guerrero)
- Ejercicio de mitología  (La Gata Editorial, 2014, con el pintos Carlos C. Laínez)
- Segunda opinión  (Frutos del tiempo, 2014)
- Poemas de amor  (Con Yirama Castaño. Ediciones Corazón de mango, Colombia, 2017)
- Tierra albariza  (Torrejoyanca, 2018)
- De profesión, viajera  Poesía infantil. (Diputación de Granada, 2019)
- Lolita Fantasma. Poesía infantil. (Torrejoyanca 2022)

### Antologías
- La plata fundida (25 años de poesía gaditana) (Quórum, 1997)
- Ellas tienen la palabra (Hiperión, 1997 [1.ª ed.], y 1998 [2.ª ed.])
- La poesía plural (Visor, 1998)
- Mujeres de carne y verso (La Esfera de los Libros, 2002)
- Los cuarenta principales (Renacimiento, 2002)
- Poetisas españolas, Antología general (Tomo IV) (Torremozas, 2003)
- Breviario de los sentidos (Torremozas, 2003)
- Reinas de Tairfa (La Espiga Dorada-Fundación Caja Rural del Sur, 2004)
- Ilimitada voz: Antología de poetas españolas 1940-2002 (Ed. de José Mª Balcells, UCA, 2004),
- Hablando en plata (Homoscriptum, México, 2005)
- El placer de la escritura (Universidad de Cádiz, 2005)
- Poesía viva de Andalucía (Guadalajara. México, 2006)
- Con voz propia. Estudio y antología comentada de la poesía escrita por mujeres (1970-2005)(Renacimiento, 2006).
- Los senderos y el bosque (Visor, 2008)
- El poder del cuerpo. Antología de poesía femenina contemporánea(Castalia, 2009)
- Y habré vivido: Poesía andaluza contemporánea (La sirena inestable. Centro Generación del 27, 2011)
- Mujeres que aman a mujeres (Vitruvio, 2012)
- Nube. Un mar de mujeres (Ediciones en huida, 2013)
- 70 menos uno. Antología emocional de poetas andaluces (Ed. Antonio Enrique, El Toro Celeste 2016)
- (Tras)Lúcidas. Poesía escrita por mujeres (1980-2016) (Ed. Marta López Vilar, Bartleby Editores, 2016)

## Premios y reconocimientos[6]
- En 1995 Premio Internacional de Poesía Loewe a la Creación Joven por el libro Elogio a la mala yerba
- En 1999 Premio Internacional de Poesía el Porte des Poètes, (París)
- En 2000 Accésit del Premio de Poesía Lucas Garcete (Sevilla)
- En 2006 Premio de Poesía Unicaja por su libro La hora azul
- En 2018 Premio de Poesía infantil El príncipe preguntón por su libro De profesión, viajera.